# Banik
Banik je u mitologiji istočnoslovenskih plemena kućni duh koji boravi u prostorijama namenjenim kupanju. Banik bi dolazio u obličju omanjeg ali jakog starca s dugom, čupavom bradom, prekrivenom plesnima. Mogao je pretkazivati budućnost. Često su ga poistovećivali sa demonima šuma i đavolima, a bio je u društvu sa vodenim demonima.

## Poreklo mita
Kupatila kod Slovena su nalikovale saunama, i bila su ne samo mesto za održavanje higijene tela već i kultno mesto u kome su žene rađale i proricale, stoga su se kupatila smatrala mestima sa životnim silama. Iz tog verovanja nastao je mit banik, po kome posle svake tri grupe kupača banik pristupa kupanju i u tome ga niko nije smeo uznemiravati. Zato su kupači posle kupanja baniku uvek ostavljali malo vode, za njegov ritual.
U Rusiji i Belorusiji duh banik je smatran stanovnikom kupatila, zlom, koje se pojavljuje u obliku malog golog muškarca sa krupnim očima. Po ovom predanju on živi u peći ili pod pukovništvom. Ponekad je nevidljiv (prema nekim uverenjima, ima nevidljivi šešir) ili je prikazan u obliku čoveka sa dugom kosom, golim telom, pokrivenim prljavštinom, lišćem, psećom, mačećom ili od belog zeca dlakom i sl.
Postoji uverenje da se pojavljuje u kadi nakon porođaja žene, a kako živi u nenapunjenoj kupki treba ga vodom izvući na kratko veme, Zato se veruje da treba ostaviti vodu, sapun i metlu u kupatilu, inače će on novorođenu bebu prskati kipućom vodom, bacati na nju kamenje ili pljuvati po njoj.

Kako bi razbili čini Banika, kupači su pre odlazak u kupatilo (npr. stanovnici pokrajine Smolensk), izgovarali su ove reči: 
Kršten na policama, neobrezan iz puka
Pojava nesvestice i nesreće u kupatilu, pripisivala se Baniku.
Da bi se zaštitili od štetnog delovanja Banika, u novosagrađeno kupatilo su se donosili hleb i so, a ispod praga je skrivan zadavljeni tetreb ili pile.

## Uloga u predskazanjima
Po narodnom predanju banik je posedovao moć da kupačima predskaže budućnost, a istočni Sloveni su ga poistovećivali sa demonima šuma i đavolima. Sposobnost predskzanja često su koristile devojke, koje su odlazile do vrata kupatila, podižući suknje; sedele bi na čelo peći ili stavljale ruku u dimnjak: pa ako dotaknu dlakavu ruku — udaće se za bogatog mladoženju, ili ako je ne dodirnu udaće se za siromaha.
Znak predskazanja od banika često su očekivali okupani nakon izlaska iz kupatila i/ili saune golih leđa. Povoljno predskazanje od Banika i svetlu budućnost čekala bi ih u slučaju ako bi osetili udarac Banika po golom telu. Nepovoljno predskazanje i loša budućnost čeka bi ih ako ih banik ogrebe u predelu kičme.

## Visi još
- Duh
- Zloduh

## Spoljašnje veze
- Banik Архивирано на веб-сајту  (3. новембар 2014) (језик: украјински)
- Kućni duhovi